# Maculiparia embera
Maculiparia embera is een rechtvleugelig insect uit de familie Romaleidae. De wetenschappelijke naam van deze soort is voor het eerst geldig gepubliceerd in 2006 door Rowell.